# Józef Obłój
Józef Obłój (ur. 28 lipca 1918 w Golcowej, zm. 28 października 2012 w Warszawie) – polski chemik i inżynier, profesor, współtwórca przemysłu chemicznego i petrochemii w Polsce.

## Życiorys
Ukończył szkołę podstawową w Golcowej. Następnie zdał do 8-klasowego gimnazjum w Brzozowie, gdzie mieszkał na stancji i utrzymywał się głównie z korepetycji. Uczęszczał do Gimnazjum Humanistycznego w Brzozowie (obecnie I Liceum Ogólnokształcące im. Króla Kazimierza Wielkiego w Brzozowie). W czasie II wojny światowej był żołnierzem Armii Krajowej na terenie powiatu Brzozów i organizował tajne nauczanie w podkarpackich gminach: Brzozów, Domaradz, Dydnia, Grabownica, Haczów i Przysietnica. Uczestniczył w wydawaniu tygodników „Szlakiem orła białego” i „Jestem Polakiem”. Miał pseudonim „Aleksander”. Był studentem Politechniki Lwowskiej (1937–1939) i Politechniki Śląskiej (1945–1947). W latach 1947–1951 zorganizował, a następnie kierował Zakładowym Laboratorium Badawczym w Zakładach Azotowych „Kędzierzyn”. Opracowywał tam nowe technologie, w tym wosków syntetycznych, bezwodnika kwasu ftalowego z naftalenu i kwasów tłuszczowych z parafiny oraz organizował Zakładowe Laboratorium Badawcze. Opracował pierwszy schemat produkcji organicznej dla Zakładów Azotowych Kędzierzyn. Był organizatorem i kierownikiem Oddziału Instytutu Syntezy Chemicznej w Kędzierzynie (1952–1958) przekształconego w Instytut Ciężkiej Syntezy Organicznej w Blachowni Śląskiej, którego był dyrektorem do maja 1966 roku. Następnie był dyrektorem Instytutu Chemii Ogólnej w Warszawie (1966–1971), a po połączeniu go z Instytutem Tworzyw Sztucznych – zastępcą dyrektora ds. naukowo-badawczych w Instytucie Chemii Przemysłowej, gdzie pracował do emerytury w 1985 roku. Po przejściu na emeryturę był przez wiele lat szefem rady naukowej Instytutu Chemii Przemysłowej. Współpracował z Zakładami Azotowymi w Kędzierzynie, Tarnowie, Puławach, Zakładami Chemicznymi „Blachownia”, Zachem w Bydgoszczy, Mazowieckimi Zakładami Rafineryjno-Petrochemicznymi w Płocku (obecnie Orlen) oraz z placówkami PAN i wyższych uczelni. Był profesorem chemii, wykładał na Politechnice Warszawskiej – filii w Płocku (Wydziału Budownictwa, Mechaniki i Petrochemii). Jako praktyk, specjalną cześć wykładów poświęcał omówieniu technologii chemicznych ze specjalnym uwzględnieniem przyczyn i uwarunkowań wypadków w instalacjach chemicznych. Był promotorem wielu prac magisterskich i kilku doktoratów. Jego dorobek obejmuje wiele publikacji, patentów (ponad 90), referatów, opracowań i wdrożeń.
Odznaczony m.in. Orderem Sztandaru Pracy II kl., Krzyżem Komandorskim Orderu Odrodzenia Polski, Krzyżem Armii Krajowej, Medalem Komisji Edukacji Narodowej, Medalem im. prof. Wojciecha Świętosławskiego, Medalem Ignacego Mościckiego, Medalem Zasłużony dla Przemysłu Petrochemii, Złotą Odznaką Honorową NOT, odznakami: Zasłużony dla ICSO, Zasłużony dla ZAK, Zasłużony dla ZCh Blachownia, Zasłużony dla Opolszczyzny.
Był laureatem 3 zespołowych nagród państwowych i wielu wyróżnień. Był członkiem Związku Kombatantów Rzeczypospolitej Polskiej, Stowarzyszenia Inżynierów i Techników Przemysłu Chemicznego, pierwszej Solidarności, Akademii Inżynierskiej w Polsce oraz osobą bezpartyjną.
Jego żoną była Cecylia Krystosek (ur. 1920, zm. 23 października 2006). Miał troje dzieci: Andrzeja, Marię i Krzysztofa. Jest pochowany na cmentarzu w Pyrach parafii św. Piotra i Pawła.